# Pouheva
Pouheva est un petit village français peuplé d'environ 600 habitants, situé dans la collectivité d'outre-mer de Polynésie française, dans l'archipel des Tuamotu, sur l'atoll de Makemo. Ce dernier forme avec d'autres atolls proches une commune dont Pouheva est le chef-lieu.
Pouheva possède une mairie, une église, un phare (le phare de Makemo), une école maternelle et primaire, un collège, un gendarmerie, un port et quelques commerces.